# Fejes Sándor

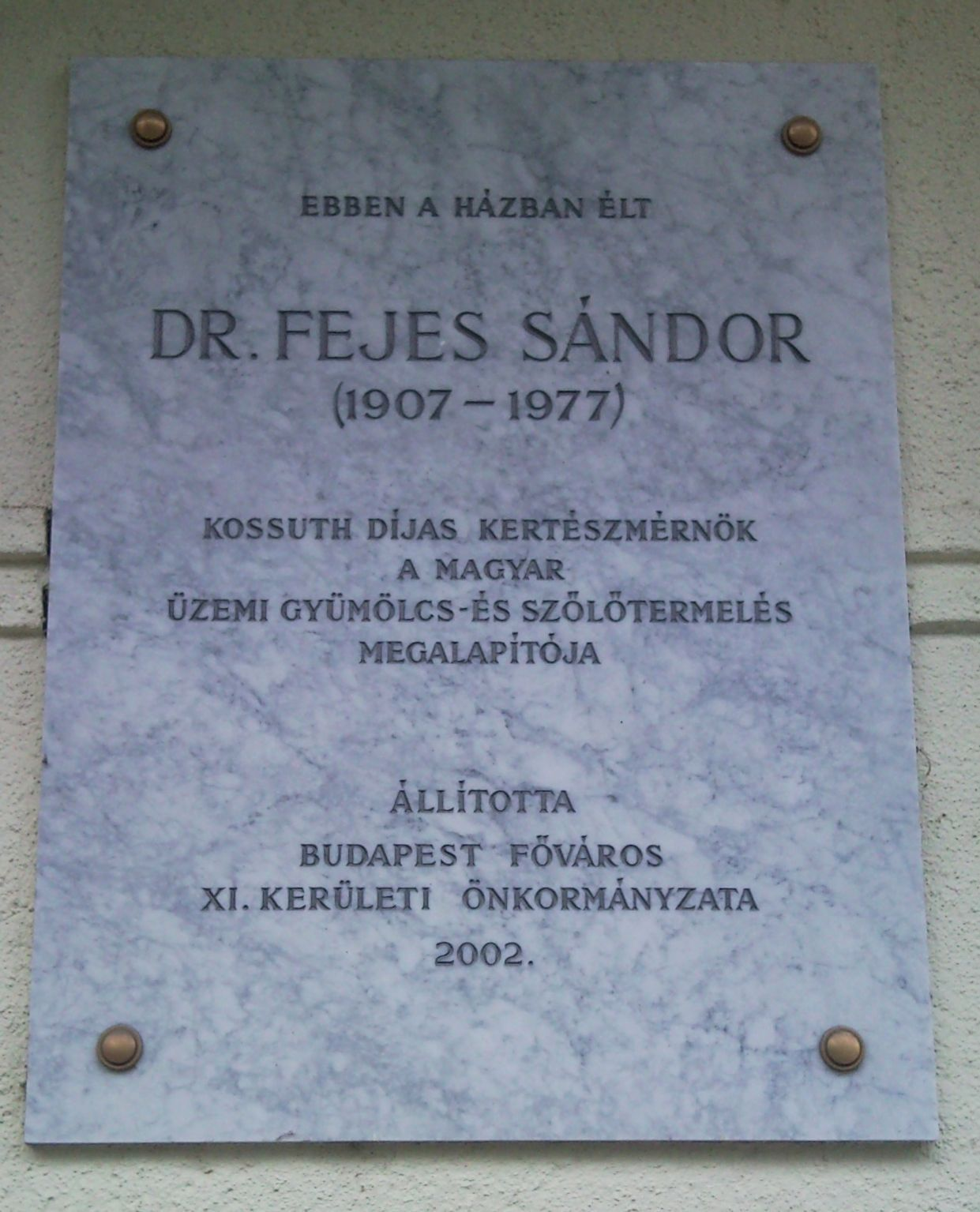
Emléktáblája
(Edömér utca 6.)

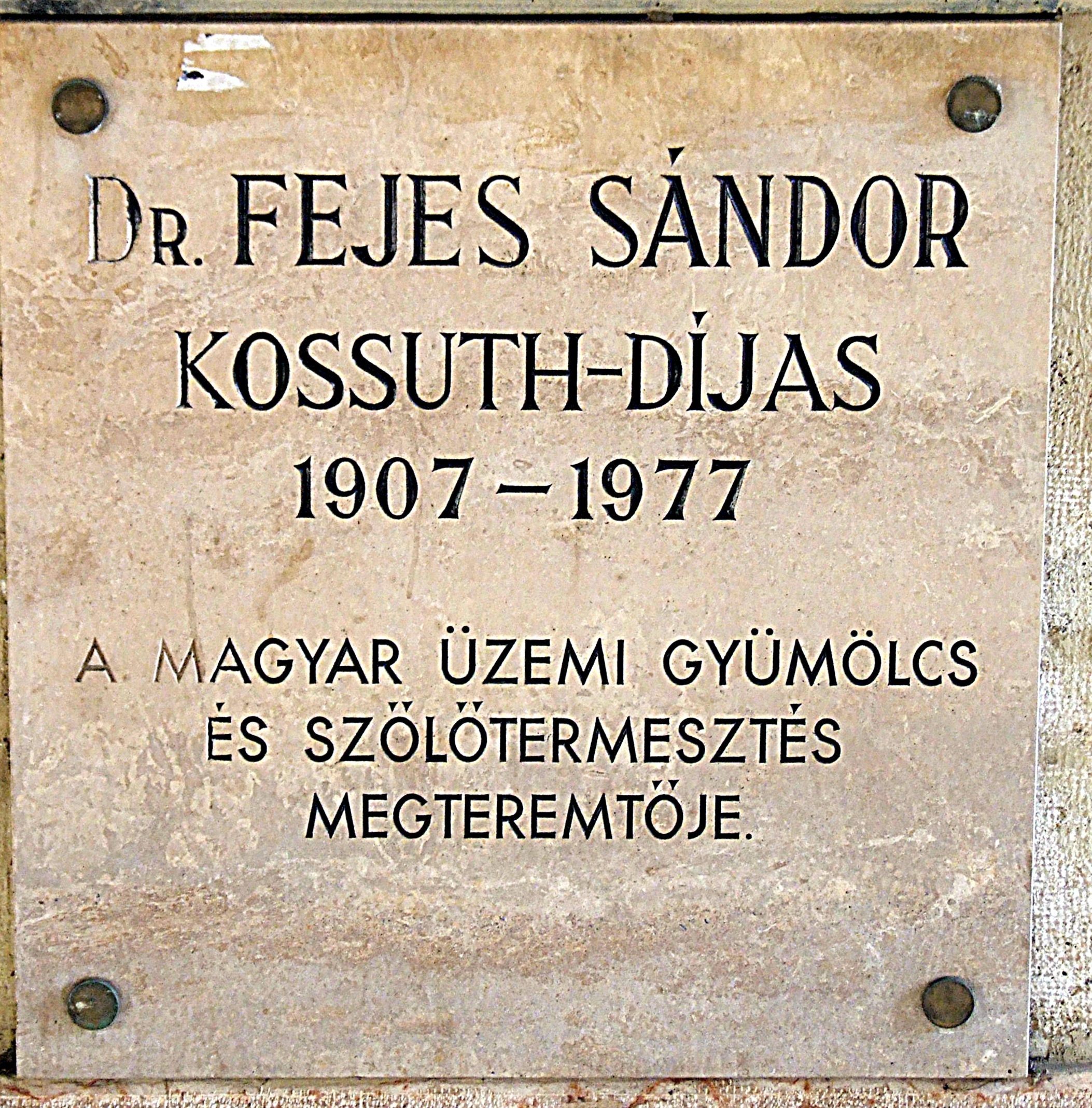
Kossuth Lajos tér 11.

Fejes Sándor (Tóváros, 1907. november 12. – Budapest, 1977. július 6.) Kossuth-díjas (1961) kertészmérnök, a mezőgazdasági tudományok doktora (1962). 

## Életrajza
A budapesti Kertészeti Tanintézetben műkertészi (1929), később a Kertészeti és Szőlészeti Főiskolán mezőgazdasági mérnöki diplomát szerzett (1957). 1929-től a váci Magyar–Belga Hajtatókertészetben dolgozott egy ideig. 1932-ben önálló dísznövénytermesztő, 1933-tól gyümölcstermesztési főintéző volt Károlyi Imre birtokain. Létrehozta 1945-ben a Zalaszentgróti Gyümölcstermelő Szövetkezetet, melynek ügyvezető igazgatói tisztjét is ellátta. 1949-től gyümölcstelepítésekkel és ezek irányításával foglalkozott a Gyümölcstermelő Nemzeti Vállalatnál, majd az Állami Gazdaságok Országos Központjában. 1961-től egészen nyugdíjazásáig (1967) a Mezőgazdasági és Élelmezésügyi Minisztérium (MÉM) kertészeti főosztályának vezetőjeként működött, nyugdíjasként pedig a MÉM Tanácsadó Testületének volt tagja. Kidolgozta a korszerű hazai nagyüzemi gyümölcsösök telepítési, üzemszervezési, agrotechnikai módszereit és gyakorlati megvalósítását. Hazánkban új almafajtákat honosított meg és számos új módszert vezetett be: széles sorú gyümölcsösök, metszés helyett lekötözés, termőkarós orsófák. Szakirodalmi munkássága is jelentős.

## Főbb művei
- Termőíves orsógyümölcsös létesítése és nevelése (Budapest, 1958)
- A korszerű nagyüzemi gyümölcsös (Budapest, 1961; több nyelven)
- Gyümölcssövény. Az intenzív gyümölcstermesztés új útja (Horn Edével, Brunner Tamással, Budapest, 1972)